# Station Shepley
Shepley is een spoorwegstation van National Rail in Shepley, Kirklees in Engeland. Het station is eigendom van Network Rail en wordt beheerd door Northern Rail. Het station is geopend in 1850.